# Hexameritia micans
Hexameritia micans là một loài ruồi trong họ Asilidae. Hexameritia micans được Philippi miêu tả năm 1865.